# Элдер, Марк
Марк Элдер, настоящее имя — Марсель Тандрон (фр. Marc Elder, Marcel Tendron 31 октября 1884, Нант, Франция — 16 августа 1933, Сен-Фьякр-сюр-Мэн, Франция) — французский прозаик, искусствовед и критик, лауреат Гонкуровской премии (1913) за роман «Народ моря».

## Жизнеописание
Марк Элдер — литературный псевдоним Марселя Тандрона, уроженца Нанта. Родился в состоятельной семье (его мать носила фамилию Бланш, в девичестве — Розье) и провел детство в Ла-Бернери-ан-Ресе. Учился в иезуитском колледже святого Франсуа-Ксавьера в Ванне, затем (1890—1892) в Малом нантском лицее. Ориентировочно в 1901—1904 году окончил студии риторики и философии в Лицее Клемансо. По специальности был критик и искусствовед.
Из-за слабого здоровья Марсель регулярно отдыхал в Сен-Фьякр-сюр-Мэне, в имении родственников матери. Литературную деятельность начал в 1906 году, выбрав псевдоним Марк Элдер. Также писал статьи для журналов l’Action Nationale, La Vie, La Renaissance contemporaine, La Revue française, La Grande Revue.
9 октября 1907 года Марк Элдер был призван на армейскую службу в 65 Нантский пехотный полк, 11 июля 1908 он демобилизовался.
26 января 1911 женился на Жермене Марте Малаваль, от которой потом имел сына Ива.
В 1913 Марк Элдер получил Гонкуровскую премию. На предыдущих этапах претендентами на премию были, среди прочих, также Леон Верт (La maison blanche), Анри Дагерш и Валери Ларбо. В одиннадцатом туре голосования «Народу моря» Элдера отдали предпочтение перед произведениями «Большой Мольн» (Le Grand Meaulnes) Ален-Фурнье и «По направлению к Свану» (Du côté de chez Swann) Марселя Пруста.
Когда началась Первая мировая война, его мобилизовали 3 августа 1914 года, а 9 декабря 1914 признали негодным к службе из-за туберкулеза легких и сняли с учета. 20 апреля 1915 года это решение было подтверждено на высшем уровне.
17 марта 1919 года Марк Элдер занимает должность архивариуса-библиотекаря при городском театре Нанта. В мае 1919 возглавляет новообразованное «Общество друзей музея изобразительного искусства», предназначенное внедрять произведения современного искусства в Нантский музей.
23 июля 1921 года Марк Элдер стал секретарем городской администрации, ответственным за развитие искусства и сохранение культурных памятников. 19 декабря 1924 года был назначен куратором Замка герцогов Бретонских. На этой должности он находился до самого конца. За всю жизнь писатель собрал коллекцию произведений искусства, которая после его смерти стала собственностью Нантского музея изобразительного искусства.
16 августа Марк Элдер умер в Сен-Фьякр-сюр-Мэне. Похоронили его 18 августа на нантском кладбище «Милосердие» (Miséricorde).

## Литературное творчество
Марк Элдер дебютировал во многом автобиографическим романом «Кризис», в котором главный герой часто болеет и становится сиротой ещё в детстве. Четыре года спустя он опубликовал «Три истории». В 1912 году вышел роман «Марта Рушар». Элдер стал автором двух эссе об Октаве Мирбо и Ромене Роллане. К эссеистике принадлежат также произведения, написанные о художниках-современниках — «В Живерни, у Клода Моне» (1924), «Габриель Бело, художник-просветитель» (1927), «Луи-Робер Антраль» (1927) и «Ателье Ренуара» (1931).
Особняком стоит «Апостольская жизнь Венсана Венжама» (1917). В герое этого романа можно узнать Винсента Ван Гога. Автор рассматривает судьбу художника прежде всего с точки зрения христианина.
В 1913 году Марк Элдер получил Гонкуровскую премию за роман «Народ моря» (Le Peuple de la mer), в котором изображена жизнь рыбаков с острова Нуармутье. Композиционно произведение состоит из трех отдельных повестей — «Барка», «Женщина» и «Море». Об этой книге, как и о творческой манере автора, литературный критик Ж. Талландо высказался так:
Чувствуется, что Марк Элдер жил с людьми, которых изображал. Он, так сказать, „практиковал“ с ними, как художники, которые очерчивают этюд с натуры свободным движением карандаша и не заставляют модель позировать, потому что опасаются исказить искренность поведения и гибкость движений. Он смотрел, наблюдал и слушал. Благодаря вниманию и проницательности сумел пробиться сквозь гладкую, холодную и замкнутую маску моряков. Более того, он уловил их жесты, амбиции, соперничество и раздоры. Передал их чувства, зафиксировал самые тайные движения души. И его наблюдения настолько совершенны, что это уже не только начерченный портрет. Он рисовал персонажей. Вот что придает силу и ценность красоте его книги
На военную тематику написан его роман «Жак Бономм и Жан Ле Блан» (1919). Первый из этих двух персонажей — пехотинец — вернулся с фронта без ноги и «коронован боевыми медалями и деревянной ногой», а второй — моряк — утонул вместе с кораблем, который плыл в Салоники.
Особенностью творческой манеры писателя является определённый консерватизм и традиционализм. Литературовед Билл Маршалл характеризует Марка Элдера как антикоммуниста, врага демократии и ретрограда.
В литературной тематике Марка Элдера большое место занимают произведения о море. Знаток этой отрасли, Рене Монио в разделе XXIII своей «Истории маринистической литературы», описывая развитие этого жанра и его представителей в начале XX века, отдает Элдеру должное и упоминает имя его произведения — «Народ моря».

## Награды и премии
В марте 1924 года Марк Элдер с подачи министра культуры стал кавалером ордена Почётного легиона.
Когда писатель умер, в знак траура на Замке герцогов Бретонских были приспущены флаги.
В нантской газете L’Ouest Éclair 19 августа 1933 опубликован некролог: «В лице Марка Элдера потерян один из наших замечательных писателей, безупречно владеющий языком, один из тех, кто во всяком случае может лучше понимать и изображать морскую Бретань и воскрешать богатых судовладельцев и корсаров восемнадцатого века».
11 мая 1934 на стене Замка герцогов Бретонских установлена мемориальная доска в честь Марка Элдера. 30 ноября 1936 бывшую «Замковую площадь» (place du Château), находящуюся перед входом в этот замок, переименовали в площадь Марка Элдера. Именем писателя названа площадь в Сен-Фьякр-сюр-Мэне, а также улицы в Резе, Ла-Бернери-ан-Ресе, Ванне и Бресте.